# 東松史子
東松 史子（とうまつ ふみこ、1986年10月19日 - ）は、日本の女優。旧芸名：土屋 史子。愛知県出身。プロダクション尾木所属。オフィスストンプと業務提携。

## 略歴
1998年、銀河鉄道の夜(舞台)でデビュー。

## 出演

### テレビドラマ
- コード・ブルー -ドクターヘリ緊急救命-（2008年7月3日） - 看護師 役
- やすらぎの郷（2017年4月3日 - 2017年9月29日） - 三枝奈々 役
- 結婚相手は抽選で（2018年11月3日） - 北風の3人目の見合い相手 役
- やすらぎの刻〜道（2019年4月20日 - ） - 三枝奈々 役
- モコミ〜彼女ちょっとヘンだけど〜 最終話（2021年4月3日、テレビ朝日） - 仙台の樹木医 役